# Onofre Mejía
Onofre Mejía (n. Eloy Alfaro, Ecuador; 24 de marzo de 1986) es un futbolista ecuatoriano. Juega de centrocampista y su equipo actual es Germud de la Segunda Categoría de Ecuador.

## Estadísticas

### Clubes
Actualizado al último partido disputado el 10 de abril de 2024.
| Club                              | Div.          | Temporada     | Liga  | Liga  | Copas nacionales | Copas nacionales | Copas internacionales | Copas internacionales | Total | Total |
| Club                              | Div.          | Temporada     | Part. | Goles | Part.            | Goles            | Part.                 | Goles                 | Part. | Goles |
| --------------------------------- | ------------- | ------------- | ----- | ----- | ---------------- | ---------------- | --------------------- | --------------------- | ----- | ----- |
| Peñarol · Ecuador                 | 3.ª           | 2005          | 3     | 0     | —                | —                | —                     | —                     | 3     | 0     |
| Peñarol · Ecuador                 | Total club    | Total club    | 3     | 0     | 0                | 0                | 0                     | 0                     | 3     | 0     |
| Deportivo Santo Domingo · Ecuador | 3.ª           | 2006          | 11    | 0     | —                | —                | —                     | —                     | 11    | 0     |
| Deportivo Santo Domingo · Ecuador | Total club    | Total club    | 11    | 0     | 0                | 0                | 0                     | 0                     | 11    | 0     |
| Green Cross · Ecuador             | 3.ª           | 2007          | 6     | 1     | —                | —                | —                     | —                     | 6     | 1     |
| Green Cross · Ecuador             | Total club    | Total club    | 6     | 1     | 0                | 0                | 0                     | 0                     | 6     | 1     |
| Águilas · Ecuador                 | 3.ª           | 2008          | 13    | 1     | —                | —                | —                     | —                     | 13    | 1     |
| Águilas · Ecuador                 | 3.ª           | 2009          | 20    | 3     | —                | —                | —                     | —                     | 20    | 3     |
| Águilas · Ecuador                 | 3.ª           | 2010          | 31    | 6     | —                | —                | —                     | —                     | 31    | 6     |
| Águilas · Ecuador                 | Total club    | Total club    | 64    | 10    | 0                | 0                | 0                     | 0                     | 64    | 10    |
| Espoli · Ecuador                  | 1.ª           | 2011          | 36    | 2     | —                | —                | —                     | —                     | 36    | 2     |
| Espoli · Ecuador                  | 2.ª           | 2012          | 24    | 1     | —                | —                | —                     | —                     | 24    | 1     |
| Espoli · Ecuador                  | Total club    | Total club    | 60    | 3     | 0                | 0                | 0                     | 0                     | 60    | 3     |
| Liga de Loja · Ecuador            | 1.ª           | 2013          | 24    | 0     | —                | —                | 1                     | 0                     | 25    | 0     |
| Liga de Loja · Ecuador            | 1.ª           | 2014          | 19    | 0     | —                | —                | —                     | —                     | 19    | 0     |
| Liga de Loja · Ecuador            | 1.ª           | 2015          | 26    | 1     | —                | —                | —                     | —                     | 26    | 1     |
| Liga de Loja · Ecuador            | Total club    | Total club    | 69    | 1     | 0                | 0                | 1                     | 0                     | 70    | 1     |
| Liga de Portoviejo · Ecuador      | 2.ª           | 2016          | 18    | 0     | —                | —                | —                     | —                     | 18    | 0     |
| Liga de Portoviejo · Ecuador      | Total club    | Total club    | 18    | 0     | 0                | 0                | 0                     | 0                     | 18    | 0     |
| Aucas · Ecuador                   | 1.ª           | 2016          | 12    | 0     | —                | —                | —                     | —                     | 12    | 0     |
| Aucas · Ecuador                   | 2.ª           | 2017          | 11    | 0     | —                | —                | —                     | —                     | 11    | 0     |
| Aucas · Ecuador                   | Total club    | Total club    | 23    | 0     | 0                | 0                | 0                     | 0                     | 23    | 0     |
| Olmedo · Ecuador                  | 2.ª           | 2018          | 11    | 0     | —                | —                | —                     | —                     | 11    | 0     |
| Olmedo · Ecuador                  | Total club    | Total club    | 11    | 0     | 0                | 0                | 0                     | 0                     | 11    | 0     |
| Técnico Universitario · Ecuador   | 1.ª           | 2018          | 19    | 2     | —                | —                | —                     | —                     | 19    | 2     |
| Técnico Universitario · Ecuador   | 1.ª           | 2019          | 5     | 0     | —                | —                | —                     | —                     | 5     | 0     |
| América de Quito · Ecuador        | 1.ª           | 2019          | 17    | 0     | 3                | 0                | —                     | —                     | 20    | 0     |
| América de Quito · Ecuador        | Total club    | Total club    | 17    | 0     | 3                | 0                | 0                     | 0                     | 20    | 0     |
| Atlético Santo Domingo · Ecuador  | 2.ª           | 2020          | 3     | 0     | —                | —                | —                     | —                     | 3     | 0     |
| Atlético Santo Domingo · Ecuador  | Total club    | Total club    | 3     | 0     | 0                | 0                | 0                     | 0                     | 3     | 0     |
| 3 de Julio · Ecuador              | 3.ª           | 2020          | 6     | 0     | —                | —                | —                     | —                     | 6     | 0     |
| Chacaritas · Ecuador              | 2.ª           | 2020          | 5     | 1     | —                | —                | —                     | —                     | 5     | 1     |
| Chacaritas · Ecuador              | Total club    | Total club    | 5     | 1     | 0                | 0                | 0                     | 0                     | 5     | 1     |
| 3 de Julio · Ecuador              | 3.ª           | 2021          | 14    | 1     | —                | —                | —                     | —                     | 14    | 1     |
| 3 de Julio · Ecuador              | Total club    | Total club    | 20    | 1     | 0                | 0                | 0                     | 0                     | 20    | 1     |
| La Unión · Ecuador                | 3.ª           | 2022          | 0     | 0     | 4                | 1                | —                     | —                     | 4     | 1     |
| La Unión · Ecuador                | Total club    | Total club    | 0     | 0     | 4                | 1                | 0                     | 0                     | 4     | 1     |
| Técnico Universitario · Ecuador   | 1.ª           | 2022          | 11    | 0     | —                | —                | —                     | —                     | 11    | 0     |
| Técnico Universitario · Ecuador   | 1.ª           | 2023          | 23    | 1     | —                | —                | —                     | —                     | 23    | 1     |
| Técnico Universitario · Ecuador   | Total club    | Total club    | 58    | 3     | 0                | 0                | 0                     | 0                     | 58    | 3     |
| Vargas Torres · Ecuador           | 2.ª           | 2024          | 4     | 0     | 0                | 0                | —                     | —                     | 4     | 0     |
| Vargas Torres · Ecuador           | Total club    | Total club    | 4     | 0     | 0                | 0                | 0                     | 0                     | 4     | 0     |
| Germud · Ecuador                  | 3.ª           | 2024          | 0     | 0     | —                | —                | —                     | —                     | 0     | 0     |
| Germud · Ecuador                  | Total club    | Total club    | 0     | 0     | 0                | 0                | 0                     | 0                     | 0     | 0     |
| Total carrera                     | Total carrera | Total carrera | 372   | 20    | 7                | 1                | 1                     | 0                     | 380   | 21    |
| 1. 2.                             |               |               |       |       |                  |                  |                       |                       |       |       |

## Palmarés

### Campeonatos provinciales
| Título                                              | Club       | Año  |
| --------------------------------------------------- | ---------- | ---- |
| Segunda Categoría de Santo Domingo de los Tsáchilas | Águilas    | 2008 |
| Segunda Categoría de Santo Domingo de los Tsáchilas | Águilas    | 2009 |
| Segunda Categoría de Santo Domingo de los Tsáchilas | Águilas    | 2010 |
| Segunda Categoría de Santo Domingo de los Tsáchilas | 3 de Julio | 2020 |
| Segunda Categoría de Cotopaxi                       | La Unión   | 2022 |